# 국제관습법
국제관습법(國際慣習法, 영어: customary international law)은 조약과 함께, 국제법을 이루는 두 가지 주요한 법원이다. 즉, 국제법은 조약이라는 성문법과 국제관습법이라는 불문법으로 구성된다. 이러한 성문법과 불문법의 구조는 헌법이 헌법전이라는 성문법과 관습헌법이라는 불문법으로 구성되고, 민법, 형법도 역시 동일하다.
조약은 다자조약과 양자조약이 있는데, 어떤 경우에도, 해당국이 그 조약에 가입을 해야 국제법으로서 그 국가에 강제력이 생긴다. 따라서, 어떠한 다자조약이 존재한다고 하여도, 세계 모든 국가에 강제력을 갖지는 않는다. 반면에, 국제관습법은 세계 모든 국가에 대해 법률상 강제력을 갖는다.
대한민국 헌법 제6조 제1항에는 "헌법에 의하여 체결, 공포된 조약과 일반적으로 승인된 국제법규는 국내법과 같은 효력을 가진다."고 규정하여, 조약과 국제관습법이 국내법, 즉 법률과 동일한 효력이 있다고 규정하고 있다.
독일의 다수설과 판례는 국제관습법을 의미하는 일반적인 국제법규가 연방법률보다는 상위이지만 헌법보다는 하위의 효력을 가진다고 본다. 일본, 이탈리아도 국내법률보다 우월한 효력을 인정한다.
영국, 미국은 국제관습법을 기본적으로 보통법으로 파악한다. 따라서, 그 시간의 전후와는 관련 없이 의회 제정법에 우위성을 인정한다. 특히 미국은 입법부, 행정부, 사법부의 행위와 충돌하는 국제관습법의 적용을 배제하고 있다.

## 의사주의와 보편주의
국제사회에는 조약 등으로 해당국의 규범적 동의가 존재해야만 해당국에 대한 국제법이 성립한다는 주장과, 약소국이나 후진국이나 사악한 불량국가는 선진국이나 선한 국가가 제시하는 법규범에 당연히 따라야 한다는 주장이 존재한다. 후자의 견해에 의해, 관습법이 강조된다. 즉, 관습법은 해당국의 법률로 수학한다는 비준 동의가 없이도, 해당국에 법률로 적용될 수 있는 "유일한 수단"이다. 전 세계 모든 국가는 조약은 자신들이 비준한 조약만을 법률로 인정하나, 국제관습법은 자신들이 동의하지 않아도 법률로 인정하고 있다.
따라서, 유엔 총회 결의는 원래 권고이나, 관습법을 강조하는 견해에서는, 단순한 권고가 아니라 국제관습법이 된다고 보아, 유엔 총회 결의는 모든 국가가 반드시 법률로서 지켜야만 한다고 주장하며, 현재 이러한 관습법 강화론이 국제법상 통설 판례이며, 추세이다. 즉 "압도적 찬성"의 유엔 총회 결의는 그냥 권고가 아니라 유엔 비회원국을 포함한 전 세계 모든 국가에서 법률로 인정되고 있다. 유엔만이 아니라 전 세계 대부분이 가입한 국제기구 총회 결의를 동일하게 다룬다.
국제관습법은 해당국 행정부 의회 법원이 반대함에도 불구하고 타국에 의해 법률로 강제 적용되는 "유일한" 법률 제정 수단이다. 주권 침해로 보지 않는다.

## 법적확신설
국제관습법(custom)은 일반관행(general practice)의 존재와 법적확신(opinio juris)의 존재가 인정되어야 성립한다. 일반관행이란 사실인 관습을 말하는데, 사실인 관습(일반관행)이 법률인 관습(관습법)이 되려면 법적확신이 필요하다는 설이 프랑스 법철학자인 프랑수아 제니가 1919년에 최초로 주장했고, 오늘날 이 학설이 전 세계의 통설이다. 한국에서는 국내관습법에도 일반관행과 법적확신이 요구된다는 법적확신설을 채택하고 있다. 관습법의 성립요건은 일반관행과 법적확신이라고 한다. 법적확신이란 "관행을 지키는 것은 의무"라는 신념을 말하며, "관행을 지키지 않아도 될 자유"가 수범자들에게 인정되고 있다면 법적확신이 결여되어 있다고 본다. 법적확신이 없는 경우 국제예양(사실인 관습)이라고 부른다.
반면, 통설 판례인 법적확신설 이외에도, 관행설, 국가승인설, 인스턴트관습이론이 있다. 관행설은 관습법의 성립요건으로는 일반관행의 존재 하나면 된다는 학설이다. 사실인 관습과 법률인 관습이 같다고 한다. 국가승인설은 관습법의 성립요건이 일반관행, 법적확신, 국가승인이라는 것으로서, 국가가 판결로 승인을 해야만 관습법이라는 학설이다. 인스턴트관습이론은 관습법의 성립요건으로 법적확신 하나만을 주장한다. 일반관행은 법적확신의 증거일 뿐이라고 한다.
관행설이 가장 오래된 주장이다. 오늘날 통설인 법적확신설도, 일반관행(general practice)의 존재가 입증되면, 일응(prima facie) 법적확신(opinio juris)의 획득이 추정된다고 보아, 전통적인 관행설과 매우 큰 차이가 있는 것은 아니다. 그러나 인스턴트관습이론은 부정되고 있다. 즉, 조약이나 계약에 동의한 적이 있다는 등의 법적확신의 존재를 입증한다고 하여, 일반관행의 존재가 일응 추정된다고 보지는 않는다. 일반관행의 존재의 증거는 반드시 제시해야 한다.

## 일반관행의 증거
국제관습법의 성립은 실무상 관습법이 성립했다고 주장하는 측이 일반관행의 증거를 제시해야 하고, 불성립을 주장하는 측이 법적확신이 추정되지 않는다는 항변을 하여야 한다.
일반관행의 증거로 보는 것은 다음과 같다.
- 국가의 물리적 작위
- 국가의 부작위
- 정책천명
- 일방적 약속
- 보도자료
- 국내외 회의에서의 연설문
- 정부 공식문서
- 국내법
- 국내판결
- 유엔 총회 결의(resolution)
- 유엔 총회 성명서(statement)
- 유엔 국제법위원회 성명서
- 조약

## 국제기구의 결의
국제사법재판소 판례에서, 국제기구가 압도적 다수 또는 만장일치로 규범을 정하는 결의(법원칙결의)를 한 경우, 이는 일반관행의 존재의 증거 및 법적확신의 존재의 증거로 보아 국제관습법이 된다고 본다. 국제관습법은 국제기구의 비회원국을 포함한 전 세계 모든 국가에서 법률로 효력이 인정된다.
국제기구의 결의에는 단순히 법률조문을 만드는 결의가 아니라 우려를 표명하는 결의, 비난하는 결의 등 여러 종류의 결의가 있어서, 그러한 결의들은 제외되고 오직 법률이나 법원칙을 선언한 결의만(약칭 법원칙결의)만이 해당된다.

## 집요한 불복
관습법이 성립하기 전에, 사전적, 명시적, 적극적, 일관적으로 불복을 천명하면, 설령 국제관습법이 성립했다고 하더라도, 그 불복 국가에 대해서 만큼은 관습법의 성립이 부정된다. 따라서 독도나 센카쿠 열도 등에서 그렇게 네 가지 조건, 즉 사전적 명시적 적극적 일관적 불복을 천명하고 있다.

## 같이 보기
- 법적확신